# لیویا دروسیلا
لیویا دروسیلا (۳۰ ژانویهٔ ۵۸ قبل از میلاد – ۲۸ سپتامبر ۲۹ بعد از میلاد) همسر و مشاور امپراتور آوگوستوس و مادر امپراتور تیبریوس بود. وی پس از فرزندخواندگی رسمی با مرگ شوهرش اگوستوس که در وصیت نامه خود نام برده بود، در خانواده جولیان در ۱۴ میلادی پذیرفته شده و به جولیا آگوستا معروف شد.
لیویا دختر سناتور رومی مارکوس لیویوس دروسوس کلودیانوس و همسرش آلفیدیا بود. او در حدود ۴۳ سال قبل از میلاد با تیبریوس کلادیوس نرون ازدواج کرد و آنها صاحب دو پسر به نام‌های تیبریوس و دروسوس شدند. در سال ۳۸ قبل از میلاد، او از تیبریوس کلادیوس نرون جدا شد و با رهبر سیاسی قدرتمند، اوکتاویان ازدواج کرد. سنا به اوکتاویان عنوان آگوستوس را در ۲۷ سال قبل از میلاد اعطا کرد و در واقع وی را به امپراتور تبدیل کرد. لیویا سپس به عنوان ملکه روم تبدیل شد. وی بر شوهرش نفوذ داشت و طبق گفته مورخانی مانند تاکیتوس و کاسیوس دیو، او به شوهرش به‌طور غیررسمی مشاوره سیاسی ارائه داده و گهگاهی در برخی از کارهای حاکمیت امپراتوری به اگوستوس کمک می‌کرد، همچنین گفته می‌شد که وی از نفوذ خود بر امپراتور برای حذف موانع اقدامات خود و موفقیت پسرانش استفاده کرده و مسئول مرگ تعدادی از نزدیکان آگوستوس، از جمله نوه او آگریپا پستوموس است. او برای انتخاب یکی از دو پسر خود به جانشینی شوهرش با دسیسه چینی پنهانی، بیشتر اقوام اگوستوس را به نوعی متهم به خیانت کرد، و آنها را از صحنه رقابت برای تصاحب تاج و تخت در آینده حذف کرد. آگوستوس سرانجام پسر ارشد لیویا، تیبریوس را به عنوان وارث خود پذیرفت.
پس از مرگ آگوستوس در ۱۴ میلادی، تیبریوس امپراتور شد. لیویا همچنان به دخالت خود در رویدادهای خطرناک و مهم سیاسی ادامه داد و به عنوان مادر امپراتور اعمال نفوذ سیاسی می‌کرد، حتی گهگاهی مستقیماً با خروج از سایه (پشت صحنه) نفوذ خود را نشان می‌داد، که این عمل باعث عصبانیت و نارضایتی تیبریوس شد. وی در سال ۲۹ میلادی درگذشت. وی مادربزرگ-بزرگ امپراتور کالیگولا، مادربزرگ امپراتور کلادیوس و مادربزرگ-بزرگ-بزرگ امپراتور نرون بود. بدین ترتیب تمام امپراتوران از دودمان ژولیو کلودین از نسل او بود. در سال ۴۲ پس از میلاد، لیویا توسط کلادیوس، که موقعیت او را به عنوان آگوستا تصدیق کرد، خدایی شد.

## به عنوان همسر اگوستوس
پس از برقراری صلح بین سه حاکم و پیروان سکستوس پمپیوس، عفو عمومی اعلام شد و لیویا به رم بازگشت و در آنجا شخصاً به اکتاویان در ۳۹ قبل از میلاد معرفی شد. در این زمان، لیویا قبلاً صاحب پسری، امپراتور آینده تیبریوس شده بود و با پسر دوم، نرون کلادیوس دروسوس (که به او دورسوس کهن نیز معروف است) باردار بود. افسانه ای می‌گوید که اوکتاویان بلافاصله عاشق او شد، با وجود این واقعیت که هنوز اکتاویان همسر اسکریبونیا بود. اوکتاویان در ۳۰ اکتبر ۳۹ قبل از میلاد، روزی که دخترش جولیا به دنیا آمده بود، ظاهراً در همان زمان، هنگامی که لیویا شش‌ماهه باردار بود، تیبریوس کلادیوس نرون توسط اوکتاویان متقاعد یا مجبور شد که از لیویا جدا شود. در ۱۴ ژانویه، کودک لیویا دورسوس متولد شد. آگوستوس و لیویا در ۱۷ ژانویه ازدواج کردند و از انتظار سنتی دور ماندند. تیبریوس کلادیوس نرون در مراسم عروسی حضور داشت، و او را «دقیقاً همانطور که پدر» در آن ازدواج دختر را همراهی می‌کرد، لیویا را قرار داد. اهمیت کلودی فروشنده حقوقی برای هدف اوکتاویان و بقای سیاسی کلودی انرونز احتمالاً توضیحات منطقی تری برای اتحاد طوفانی است. با این وجود، لیویا و آگوستوس، علی‌رغم این واقعیت که فرزندی جدا از سقط یک فرزند نداشتند، برای ۵۱ سال آینده زندگی کردند. او همیشه از موقعیت محرم‌اسرار صمیمی و مشاور ممتاز شوهرش برخوردار بود، به نمایندگی از دیگران از او درخواست می‌کرد و او سیاست‌های اوکتاویان را تحت تأثیر قرار می‌داد، نقشی غیر معمول برای یک زن رومی در فرهنگی که تحت سلطه پدر خانوادگی است.
پس از خودکشی مارک آنتونی در پی نبرد آکتیوم در ۳۱ سال قبل از میلاد، اوکتاویان پیروزمندانه به رم بازگشت. در ۱۶ ژانویه ۲۷ قبل از میلاد، مجلس سنا عنوان افتخاری و عالی‌رتبه آگوستوس ("بزرگوار" یا "بالامقام") را به اوکتاویان اعطا کرد. آگوستوس عناوین سلطنتی را رد کرد، در عوض خود را با نام پرینسپس سیویتاتیس ("اولین شهروند دولت") و پرینسپس سناتوس ("اول در میان سنا") انتخاب کرد، حتی بعداً خود را پاتر پاتریائه ("پدر میهن") خطاب کرد. او و لیویا الگوی خانوارهای رومی را شکل دادند. خانواده آگوستوس علی‌رغم احترام، ثروت و قدرت کامل خود به زندگی متوسط در خانه خود در تپه پالاتین ادامه دادند. لیویا الگویی را برای مادران نجیب رومی تعیین می‌کند. او نه بیش از حد جواهرات و نه لباس‌های پرمدعا می‌پوشید. او از خانه و همسرش (که اغلب لباسهایش را خودش می‌دوخت)، همیشه با ایمان و فداکار مراقبت می‌کرد. در سال ۳۵ قبل از میلاد، اوکتاویان افتخار بی‌سابقه ای را برای حکمرانی در امور مالی خود به لیویا اعطا کرد و یک مجسمه عمومی به او اهدا کرد او مالک معادن مس در گال، کل املاک نخلستانهای یهودیه و ده‌ها مرداب پاپیروس در مصر بود و به‌طور مؤثر اداره می‌کرد. او مشتری خاص خود را داشت و بسیاری از محافظان را به دفاتر سیاسی سوق می‌داد، از جمله پدربزرگ‌های امپراطورهای بعدی گالبا و اتو نیز شامل می‌شدند.
با آگوستوس که پدر تنها یک دختر بود (جولیا توسط اسکریبونیا)، لیویا خود را مادری جاه طلب و قدرت‌طلب نشان داد و خیلی زود پسران خود تیبریوس و دروسوس را به قدرت وادار کرد. دروسوس یک ژنرال مورد اعتماد و مورد احترام همه طبقات حتی خود اگوستوس بود و دختر خواهر مورد علاقه اگوستوس اوکتاویان کهن یعنی خواهرزاده مورد علاقه آگوستوس، آنتونیای جوان را به ازدواج دورسوس درآوردند و از این ازوداج صاحب سه فرزند شدند: وارث و ژنرال محبوب ژرمنیکوس، لیویلا و امپراتور آینده کلادیوس را بدنیا آوردند. تیبریوس در سال ۱۱ قبل از میلاد با جولیا دختر آگوستوس ازدواج کرد و در نهایت در سال ۴ میلادی به عنوان وارث آگوستوس پذیرفته شد.
شایعات حاکی از آن بود که لیویا در پشت مرگ پسر خواهر آگوستوس مارسلوس در ۲۳ قبل از میلاد قرار دارد. پس از مرگ دو پسر بزرگ جولیا از مارکوس ویپسانیوس آگریپا، که آگوستوس او را به عنوان پسران و جانشینان پذیرفته بود، پسر باقیمانده، آگریپا پستوموس، همزمان با تیبریوس به فرزندی پذیرفته شد، اما بعداً آگریپا پستوموس به تبعید فرستاده شد و سرانجام به طرز مشکوکی کشته شد (همه حتی خود امپراتور را متعجب کرد). تاکیتوس متهم می‌کند که لیویا در این مرگ‌ها کاملاً بی گناه نبوده‌است و کاسیوس دیو نیز چنین شایعاتی را ذکر می‌کند و حتی هر دو مورخ به طوری بیان کردند که لیویا مخفیانه دستور مرگ آنها را صادر کرده، زیرا حذف آنها برای تأمین جانشینی برای پسران لیویا ضروری بود. همچنین شایعاتی توسط تاکیتوس و کاسیوس دیو ذکر شده‌است که لیویا با مسمومیت انجیرهای تازه چیده شده باعث مرگ آگوستوس شد (هر چند این بعید بنظر می‌رسد زیرا اگوستوس در هنگام مرگ ۸۶ سال سن داشت و مرگ‌ناگهانی وی براساس بیماری بود که چندین سال قبل به آن مبتلا بود). نوه آگوستوس جولیا جوان بود. زمانی بین سالهای ۱ و ۱۴ میلادی، شوهرش لوسیوس آمیلیوس پائولوس به عنوان یک توطئه‌گر در یک شورش اعدام شد. مورخان مدرن این نظریه را مطرح می‌کنند که تبعید جولیا در واقع برای زنا نبوده بلکه برای شرکت در شورش پائولوس بوده‌است. لیویا دروسیلا علیه خانواده دختر ناتنی خود توطئه کرد و آنها را نابود کرد. این امر منجر به عطوفت آشکار نسبت به خانواده افتاده شد. جولیا در ۲۹ میلادی در جزیره ای که بیست سال قبل به تبعید فرستاده شده بود درگذشت. حتی در سال ۱۴ میلادی زمانی که اگوستوس مرد و تیبریوس جانشین او شد، لیویا پسرش را تشویق به مرگ جولیا (دختر شوهر خود یعنی مادر جولیای جوان) کرد و او را با قطع کرد مواجب سالیانه بیچاره کردند و بعد دستور خودکشی را برایش صادر کردند، که با گرسنگی جولیا در زندان انجام شد. جولیا فقط چهار ماه پس از مرگ پدرش درگذشت.

## مرگ اگوستوس و تبدیل شدن به عنوان مادر امپراتور
آگوستوس در ۱۹ اوت ۱۴ میلادی درگذشت و اندکی بعد توسط سنا خدایی شد. او در وصیت نامه خود، یک سوم اموال خود را به لیویا و دو سوم دیگر را به تیبریوس سپرد. در وصیت نامه، وی همچنین لیویا را در خانواده جولیان پذیرفت و عنوان افتخاری و مهم آگوستا (رتبه ای برابر با شهبانو و امپراتریس) را به او اعطا کرد. این اقتدار به لیویا اجازه می‌داد تا بعد از مرگ شوهرش، با نام جدید جولیا آگوستا، وضعیت و قدرت خود را حفظ کند و حتی بیشتر بدست آورد، همچنین بخاطر این که پسرش امپراتور جدید تیبریوس همسری نداشت، وظیفه خود را به عنوان امپراتریس روم حفظ کرد. تاکیتوس و کاسیوس دیو نوشتند که شایعات مسمومیت آگوستوس توسط لیویا همچنان وجود دارد، اما اینها عمدتاً به دلیل جعل‌های مخرب که توسط دشمنان سیاسی سلسله منتشر شده، رد می‌شوند.
با خروج از سلطنت شوهرش، لیویا آزاد شد که تاحدودی مستقیم‌تر عمل کند، او هیئت‌هایی را پذیرا می‌شد و با آنها در مورد امور مختلف دولتی مشورت می‌کرد، در برخی از قضاوت‌های مهم در محکمه‌های خیانت یا جنایی برای دوستان یا نزدیکان خود شفاعت می‌کرد و موفق می‌شد آنها را تبرئه کند. برای مدتی، لیویا و پسرش تیبریوس، امپراتور جدید، به نظر می‌رسیدند که با یکدیگر کنار می‌آیند و ارتباط نزدیکی بین آنها وجود دارد، به طوری که تبیریوس گهگاهی برای بسیاری از تصمیمات مهم روزمره به مادرش مراجع کرده و با او جلسه دونفر پنهانی برپا کرده و با هم مشورت می‌کردند. تبیریوس صحبت و حرف‌های ناشایست در برابر او را در سال ۲۰ میلادی برابر خیانت به امپراتور اعلام کرد و در سال ۲۴ میلادی وی به مادرش صندلی تئاتر در میان باکره‌های وستال و تمام حقوق و امتیازات زنان مقدس (باکره وستال) را اعطا کرد. لیویا از قدرت غیررسمی و پنهانی اما بسیار واقعی در رم استفاده کرد. سرانجام، تیبریوس نسبت به محبوبیت و موقعیت سیاسی مادرش کینه‌توزی پیدا کرد، خصوصاً در برابر این تصور که این او بود که به تبیریوس تخت سلطنت را داد. همچنین در سال ۲۱ میلادی یک آتش‌سوزی، در شهر رم آغاز شد، که لیویا با سخنرانی کوتاه و مصمم توانست جمعیت وحشت زده را آرام و مردم و سربازان را برای خاموش کردن آتش و جلوگیری از ضرر به شهر و تخریب معبد وستا رهبری کند، این اقدام چنان مؤثر بود که گویی شخص امپراتور فقید اگوستوس زنده بود، این اقدام لیویا نارضایتی بیشتر را نزده تبیریوس جلب کرد. در آغاز سلطنت خود، تیبریوس وظیفه مهم و عنوان بی‌سابقه ("مادر سرزمین") را که سنا می‌خواست به لیویا ارزانی کند، وتو (ممنون) کرد، این عنوان به همان روشی که آگوستوس به عنوان ("پدر سرزمین") نامگذاری شده بود، می‌خواست توسط سناتورها به لیویا داده شود که تبیریوس با بهانه‌ای اعلام کرد، اقتدار و افتخار زیادی غرور را برای مادرش و نارضایتی را در دولت ایجاد می‌کند و با این حرف این عنوان را برای مادرش رد کرد. خود تیبریوس نیز به‌طور مداوم عنوان پدر سرزمین را برای خود رد می‌کرد.
مورخان تاکیتوس و کاسیوس دیو، از لیویا یک تصویر بیش از حد مغرور و سلطنت‌طلب، حتی سلطه گر را نشان می‌دهند که همیشه آماده دخالت در تصمیمات تیبریوس است و با دخالت‌هایش باعث آزار تبیریوس می‌شود. مهم‌ترین موارد، در مورد اورگولانیا بود، زنی که به درستی تصور می‌کرد دوستی وی با ملکه، او را بالاتر از قانون قرار داده‌است. حتی موناتیا پلانچینا، مظنون به قتل ژرمنیکوس (نوه خود لیویا از پسر دوم-مرحومش دورسوس) بود و با درخواست لیویا نجات یافت. (پلانچینا پس از متهم شدن به قتل ژرمنیکوس پس از مرگ لیویا، در سال ۳۳ میلادی خودکشی کرد، احتمالاً به دستور تیبریوس.) در اطلاعیه ای از سال ۲۳ میلادی جولیا آگوستا (لیویا) مجسمه ای را به آگوستوس در مرکز رم تقدیم کرد، که نام لیویا را حتی قبل از نام تیبریوس قرار داد (یک توهین عمومی به تبیریوس و افتخاری بیش از حد به لیویا) حساب می‌شد.
مورخان باستان دلیل بازنشستگی تیبریوس به کاپری را عدم توانایی در تحمل مادرش را بیش از این عنوان می‌کنند. تا سال ۲۲ میلادی، طبق گفته تاکیتوس، "یک هماهنگی واقعی بین مادر و پسر وجود داشت، یا یک نفرت کاملاً پنهان که باعث دوری هر چه بیشتر آنها شد." دیو به ما می‌گوید که در زمان الحاق تیبریوس از ته دل از مادرش متنفر بوده‌است. شاید این نفرت بخاطر چند رویداد خصوصی در زمان سلطنت اگوستوس بین مادر و پسر اتفاق افتاده بود. لیویا که از عروس خود وسپینا اگریپینا متنفر بود و تبیریوس را که خیلی عاشق همسرش بود وادار به جدایی از او کرد و تبیریوس را به ازدواج با دختر اگوستوس جولیا که به فحشا شهرت داشت وادار کرد، شاید این یکی از دلایل نفرت تبیریوس از مادرش بود، دلیل دوم این بود که تبیریوس علاقه ای به امپراتور شدن نداشت و لیویا او را وادار کرد تا این موقعیت را قبول کند. به هر حال هر چه بین مادر و پسر بوده این دلیل نمی‌شود تبیریوس نسبت به مادرش بی‌توجه، بی‌ادب یا حتی بی علاقه باشد، در سال ۲۲ میلادی لیویا بیمار شده بود، و تیبریوس برای اینکه در کنار او باشد، با شتابان به رم بازگشت و از مادر بیمار خود پرستاری کرد. اما بعداً در سال ۲۹ میلادی هنگامی که او سرانجام برای آخرین بار بیمار شد و نهایت درگذشت، او همچنان در کاپری باقی ماند، و خواستار فشار کار شد و کالیگولا را برای اجرای مراسم تشییع جنازه فرستاد. یک مورخ، سوتونیوس این جزئیات کلان را اضافه می‌کند که "هنگامی که او درگذشت … پس از چند روز تأخیر، که در طی آن امید آمدن او را ابراز داشت، [در آخر او] به خاک سپرده شد، زیرا شرایط جسد لازم بود …". افتخارات الهی نیز برای لیویا از سوی تبیریوس وتو شد، و اظهار داشت که این با دستورالعمل‌های خودش مطابقت دارد. بعداً وی تمام افتخاراتی را که سنا پس از مرگ به او اعطا کرده بود، وتو کرد و حتی تحقق وصیت نامه وی را لغو کرد.
فقط ۱۳ سال بعد از مرگ خود، در سال ۴۲ میلادی در زمان نوه‌اش کلادیوس بود، که لیویا تمام افتخارات پس از مرگ خود را بدست آورد و سرانجام با خدایی شدن خود به پایان رسید. او دیوا اگوستا (الهه اگوستا) نامیده شد و ارابه ای که فیل کشیده بود، تصویر او را به همه بازیهای عمومی منتقل می‌کرد. مجسمه ای از او به همراه شوهرش در معبد آگوستوس نصب شد، نژادها به احترام او برگزار شد و زنان قرار بود در سوگندهای مقدس خود نام او را بخوانند. مقبره او و آگوستوس بعداً در تاریخ نامعلومی غارت شد.
وی در ویلای گالیناس آلباس در شمال رم در حال حفاری است. نقاشی‌های دیواری معروف آن از منظره باغ خیالی را می‌توان در موزه ملی رم مشاهده کرد. یکی از معروف‌ترین مجسمه‌های آگوستوس (آگوستوس پریما پورتا) از محوطه ویلا ساخته شده‌است.

## در فرهنگ عامه
تاسیتوس دربارهٔ او نوشته‌است:
«لیویا: آفت بر ملت به عنوان مادر، آفت بر خانه قیصر به عنوان نامادری.» این ارزیابی تاسیتوس از لیویا دروسیلا، اولین ملکه روم بود. مورخ باستانی توضیح داده‌است که لیویا شوهرش امپراتور آگوستوس را تحت کنترل خود قرار داد و هر وارث بالقوه تاج و تخت را تبعید کرد یا کشته بود تا پسر خود - پسرخوانده آگوستوس - تیبریوس را به عنوان جانشین خود معرفی کند. بانوی اول حتی مظنون به شرکت در دسیسهٔ ناپسندی بود که امپراتور بر اثر آن در نهایت در سال ۱۴ پس از میلاد در هفتاد سالگی از دنیا رفت. آنچه که تفاسیر جدیدی مانند سریال دومینا قدرت انجام آن را دارد این است که دخالت لیویا در امور عمومی را به عنوان مدرکی دال بر هوش و مشارکت سیاسی مشتاق او در نظر بگیرد.
- در سریال تلویزیونی «سزارها» محصول ۱۹۶۸ شبکه آی تی وی، سونیا درسدل نقش لیویا را بازی می‌کرد.[۲]
- در سریال تلویزیونی بی‌بی‌سی در سال ۱۹۷۶ با عنوان «من، کلودیوس» که بر اساس این کتاب ساخته شد، سیان فیلیپس نقش لیویا را بازی می‌کرد.[۳]فیلیپس برای ایفای این نقش جایزه بفتا را دریافت کرد.[۴]
- در فیلم تلویزیونی «امپراتوری: آگوستوس» محصول ۲۰۰۳ (یکی از مجموعه‌ها)، شارلوت رمپلینگ نقش لیویا را بازی کرد.[۵]
- در سریال تلویزیونی «رم» محصول ۲۰۰۷ شبکه اچ‌بی‌او/بی‌بی‌سی، آلیس هنلی نقش لیویا را بازی کرد.[۶]

سریال «دومینا» محصول ۲۰۲۱ شبکه اسکای آتلانتیک، ظهور امپراتوری روم را با تمرکز بر نقش و روابط لیویا روایت می‌کند. او به گونه‌ای به تصویر کشیده شده است که سوگند مقدسی به سایه پدرش یاد کرده تا جمهوری را احیا کند و در حال اجرای یک توطئه طولانی به همین منظور با همکاری ژنرال کالپورنیوس پیسو است. نقش لیویای کودک را مدو نوبرگا، نقش لیویای نوجوان و جوان را نادیا پارکس و نقش لیویای بزرگسال را کاسیا اسموتنیاک بازی می‌کنند.